# Haraldur Freyr Guðmundsson
Haraldur Freyr Guðmundsson est un footballeur international islandais, né le 14 décembre 1981 à Keflavík. Il évoluait comme stoppeur reconverti entraîneur.

## Palmarès
- ÍBK Keflavík
  - Vainqueur de la Coupe d'Islande en 2004.